# Foundations of Real-World Economics
A Foundations of Real-World Economics: What Every Economics Student Needs to Know  John Komlos 2019-ben megjelent könyve, amely amellett érvel, hogy a 21. század turbulenciáját, amely magában foglalja a Dot-Com buborékot, a 2008-as pénzügyi válságot, a jobboldali populizmus felemelkedését, a covid-pandémiát és megannyi háborút, nem lehet megfelelően megérteni a 20. századi elképzelésekben gyökerező hagyományos közgazdaságtanon keresztül. A könyvet 2021-ben A valójában létező gazdaság és az emberarcú kapitalizmus alapjai – Amit minden közgazdaságot tanulónak tudnia kell néven fordították le magyarra.

## Könyvvázlat
A könyv a neoliberális közgazdászok gazdaságpolitikája által sújtott felek helyzetét vázolja fel. Kritikával illeti azokat, akik az adócsökkentést és az állam kiéheztetését szorgalmazták, azokat, akik támogatták a deregulációt, amely a 2008-as összeomlásban tetőzött, és azokat, akik támogatták a hiperglobalizációt, amely a rozsdaövezetek és az elégedetlenség növekedéséhez vezetett. Alternatív perspektívát mutat be a gazdaságról; megmutatja, hogy a homo-okoenomikus racionális ügynök-modell a való világban nem működik.
Rámutat arra is, hogy mennyire félrevezető a túlságosan leegyszerűsített modelleket alkalmazni a való világra.
A könyv elérhető orosz, német, román és kínai nyelvű fordításban.

## Fordítás
- Ez a szócikk részben vagy egészben  a   Foundations of Real-World Economics című angol Wikipédia-szócikk ezen változatának fordításán alapul.  Az eredeti cikk szerkesztőit annak laptörténete sorolja fel. Ez a jelzés csupán a megfogalmazás eredetét és a szerzői jogokat jelzi, nem szolgál a cikkben szereplő információk forrásmegjelöléseként.